# Soragna
Soragna (Suràgna in dialetto parmigiano) è un comune italiano di 4 755 abitanti della provincia di Parma in Emilia-Romagna. Soragna è un comune della bassa parmense e dista 27 km in direzione ovest dalla città di Parma. Le sue frazioni sono Carzeto, Castellina e Diolo.

## Geografia fisica

### Territorio
Il centro di Soragna sorge sulla sponda sinistra del torrente Stirone, nella bassa parmense occidentale; il territorio comunale, diffusamente coltivato a cereali e frumento, è attraversato da numerosi corsi d'acqua, tra cui il torrente Rovacchia e vari canali artificiali.

### Clima
Il clima di Soragna è caldo e temperato. Per quanto riguarda le temperature, la media annuale è pari a 12,8 °C, con estremi di 33,6 °C in luglio e 1,3 °C in gennaio. Per quanto riguarda la piovosità, la media annuale è pari a 810 mm, con estremi di 48 mm in luglio e 98 mm in ottobre.

## Origini del nome
Il toponimo della località, menzionata nell'XI secolo come Sorania, Sorannia e Soranea, deriverebbe secondo alcuni storici dal nomen latino Sorania; secondo altri studiosi avrebbe invece origine dal nomen latino Surus o Syrus, con l'aggiunta del suffisso gentilizio -ania.

## Storia

### Origini
I più antichi resti di insediamenti umani nel territorio di Soragna risalgono all'età del bronzo, quando, tra il III e il II millennio a.C., vi fu fondato un villaggio palafitticolo.
In seguito la zona fu colonizzata da popolazioni galliche, alle quali seguirono gli Etruschi e infine i Romani, che bonificarono le terre.

### Medioevo
In seguito alla caduta dell'Impero romano d'Occidente, il territorio fu occupato inizialmente dai Goti, ai quali seguirono i Longobardi; furono questi ultimi che, riprendendo le opere di bonifica, fondarono alcuni villaggi, tra cui l'originario borgo di Soragna, nominato per la prima volta il 2 agosto del 712 in un documento del re Liutprando.
Sorania fu successivamente menzionata nell'894 nel diploma del re d'Italia Arnolfo di Carinzia, in quanto collocata sul confine occidentale dei possedimenti del Capitolo della Cattedrale di Parma, acquisiti dal vescovo Guibodo.
Nel 962 l'imperatore del Sacro Romano Impero Ottone I di Sassonia assegnò al marchese Oberto degli Obertenghi numerose terre in varie parti d'Italia, tra cui la zona compresa tra Busseto e Soragna; in quest'ultima località risiedette in seguito suo figlio Adalberto I, che, progenitore dei Pallavicino, nel 985 fece edificare il castello a difesa del borgo.
Nel 1077 il re d'Italia Enrico IV di Franconia investì Ugo e Folco I d'Este di numerosi feudi nel Nord Italia, tra cui parte dei territori di Soragna, Parola, Borgo San Donnino e Noceto nel Parmense, che nel 1097 furono assegnati a Folco in seguito alla divisione tra i due fratelli. Negli anni successivi il marchese Oberto Pallavicino, detto Pelavicino, forse attraverso qualche permuta e concordato con l'Estense, rimase l'unico feudatario di quelle terre, estendendole ulteriormente nel 1124 a Fontanellato e Fontanabroccola. Nel 1145 Oberto cedette tutte le corti che possedeva nel Parmense al Comune di Piacenza, che lo investì di quei feudi in cambio del giuramento di vassallaggio.
Nel 1186 il maniero di Soragna fu distrutto durante un attacco congiunto da parte dei guelfi parmigiani e cremonesi contro piacentini e borghigiani. Tre anni dopo l'imperatore Federico Barbarossa assegnò Soragna e numerose altre terre al marchese Oberto Pallavicino.
Nel 1198 il feudo fu diviso in due parti, probabilmente per motivi ereditari: la porzione alla sinistra del torrente Stirone, col borgo di Soragna, fu assegnata a Guido I Lupi, capostipite della casata, mentre quella alla destra del corso d'acqua, col borgo di Castellina dominato dal Castrum Vetus de Soranea, rimase ai Pallavicino. Il marchese Guido avviò subito i lavori di ricostruzione del Castrum Novus, attorno a cui si sviluppò il Burgus Luporum.
Nel 1266 il maniero fu conquistato dai parmigiani. Nel 1305 i Lupi, i Rossi e gli Scorza, dopo essere stati banditi da Parma da Giberto III da Correggio, si allearono col marchese di Ferrara Azzo VIII d'Este e si rifugiarono nel castello di Soragna, che fu assediato dalle truppe di Giberto; dopo 22 giorni gli occupanti furono costretti alla resa e si rifugiarono a San Secondo, iniziando una serie di scorrerie ai danni di varie località del Parmense, tra cui Soragna, Borgo San Donnino e Le Roncole. Nel 1311 fu raggiunta la pace e probabilmente i Lupi ebbero la possibilità di rientrare a Soragna; otto anni dopo il marchese Manfredino Pallavicino fece inutilmente istanza per ritornare in possesso del feudo, occupato dal marchese Bonifacio Lupi. Nel 1325 i parmigiani si schierarono dalla parte guelfa, appoggiando il papa Giovanni XXII; il marchese Manfredino non aderì e i suoi castelli di Santa Maria e Parola furono distrutti dai guelfi, che si spinsero anche a Soragna e la depredarono; per ricompensare i Lupi, il papa assegnò loro i feudi pallaviciniani di Parola, Castellina e Corte Redalda, ma l'anno seguente l'imperatore Ludovico il Bavaro confermò le investiture ai Pallavicino.
Nel 1345 i Correggesi, nonostante la promessa di cedere Parma al signore di Milano Luchino Visconti, la vendettero al marchese di Ferrara Obizzo III d'Este; Luchino reagì immediatamente scatenando una guerra, che coinvolse anche Soragna: il castello fu occupato e distrutto dai milanesi. Ugolotto e Raimondino Lupi, esuli a Casalmaggiore, si rivolsero all'imperatore Carlo IV di Lussemburgo, che nel 1347 assegnò loro il feudo di Soragna, elevato al rango di marchesato imperiale, e le terre di Castione; nel 1366 Carlo IV confermò l'investitura a Bonifacio e Raimondino Lupi, che tuttavia probabilmente attesero altri anni prima di rientrare a Soragna. Nel 1385 il duca di Milano Gian Galeazzo Visconti concesse a Bonifacio e Antonio Lupi il diritto di riedificare il castello. Nel 1390 Bonifacio morì lasciando il suo patrimonio al nipote Ugolotto Biancardo, che a sua volta scomparve privo di figli maschi nel 1408; il marchesato fu quindi riunito nelle mani di Francesco Lupi, che sposò la cugina Caterina, figlia di Ugolotto.
Nel 1431 il borgo di Soragna subì alcune scorrerie da parte delle genti di Rolando il Magnifico, col quale il marchese Francesco si scontrò per problemi riguardanti i confini del feudo; la questione si risolse solo nel 1450, in seguito all'intervento del duca Francesco Sforza.

### Età moderna
Nel 1500 Diofebo I Lupi si schierò con Ludovico il Moro contro il re di Francia Luigi XII per il possesso del ducato di Milano; per questo motivo il Marchese fu sottoposto a giudizio. Nel 1513 Diofebo, privo di figli, designò come erede il giovanissimo pronipote Giampaolo Meli, nipote di sua sorella Caterina; l'anno seguente, dopo la sua morte, il nipote Giambattista Meli prese possesso di Soragna per conto del figlio. Il papa Leone X, nella sua veste di signore di Parma, fece conquistare il castello e il feudo per nominarne vicario il fratello Giuliano de' Medici, duca di Nemours, che ne fu investito dal nipote Francesco I di Francia nel 1515. Alla morte di Giuliano l'anno seguente, Giambattista ne approfittò per impossessarsi nuovamente del maniero, ma Filiberta di Savoia, vedova del Duca, ottenne dal Papa un immediato soccorso nel cacciare l'occupante; il Marchese ricorse al Re di Francia e nel 1518 raggiunse un accordo con la Duchessa, che gli restituì il feudo in cambio del pagamento di 15 000 écu au soleil.
Soltanto quattro anni dopo il cugino Bonifacio Aldighieri, accampando diritti sul marchesato, si impossessò del castello; dopo qualche tempo i Meli riuscirono, col favore del Re di Francia, a cacciarlo dal maniero, ma ne sorse una lunga lite giudiziaria che coinvolse l'imperatore Carlo V d'Asburgo e i papi Adriano VI prima e Clemente VII poi; l'Imperatore investì del feudo inizialmente Giampaolo Meli, che nel 1530 aggiunse al proprio il cognome del prozio dando origine alla dinastia Meli Lupi, e nel 1534 l'Aldighieri, che, pur non riuscendo a prenderne possesso, ne ottenne conferma anche dal papa Paolo III nel 1539. Nel 1542 Ferrante I Gonzaga acquistò i diritti di Bonifacio Aldighieri, ma il nuovo duca di Parma Pier Luigi Farnese prese le difese di Giampaolo I Meli Lupi e contrastò la compravendita feudale.
Nel 1709 l'imperatore Giuseppe I d'Asburgo elevò il marchesato a principato del Sacro Romano Impero, con facoltà di battere moneta.

### Età contemporanea
Nel 1805 Napoleone sancì la soppressione dei diritti feudali e Soragna divenne sede di comune (o mairie).
Il 18 marzo del 1945 si verificò di fronte alla Rocca una rappresaglia, nota come eccidio di Soragna, disposta dal Comando Provinciale della XXVII Brigata Nera, che comportò la fucilazione di cinque partigiani.

## Monumenti e luoghi d'interesse

### Architetture religiose

#### Chiesa di San Giacomo

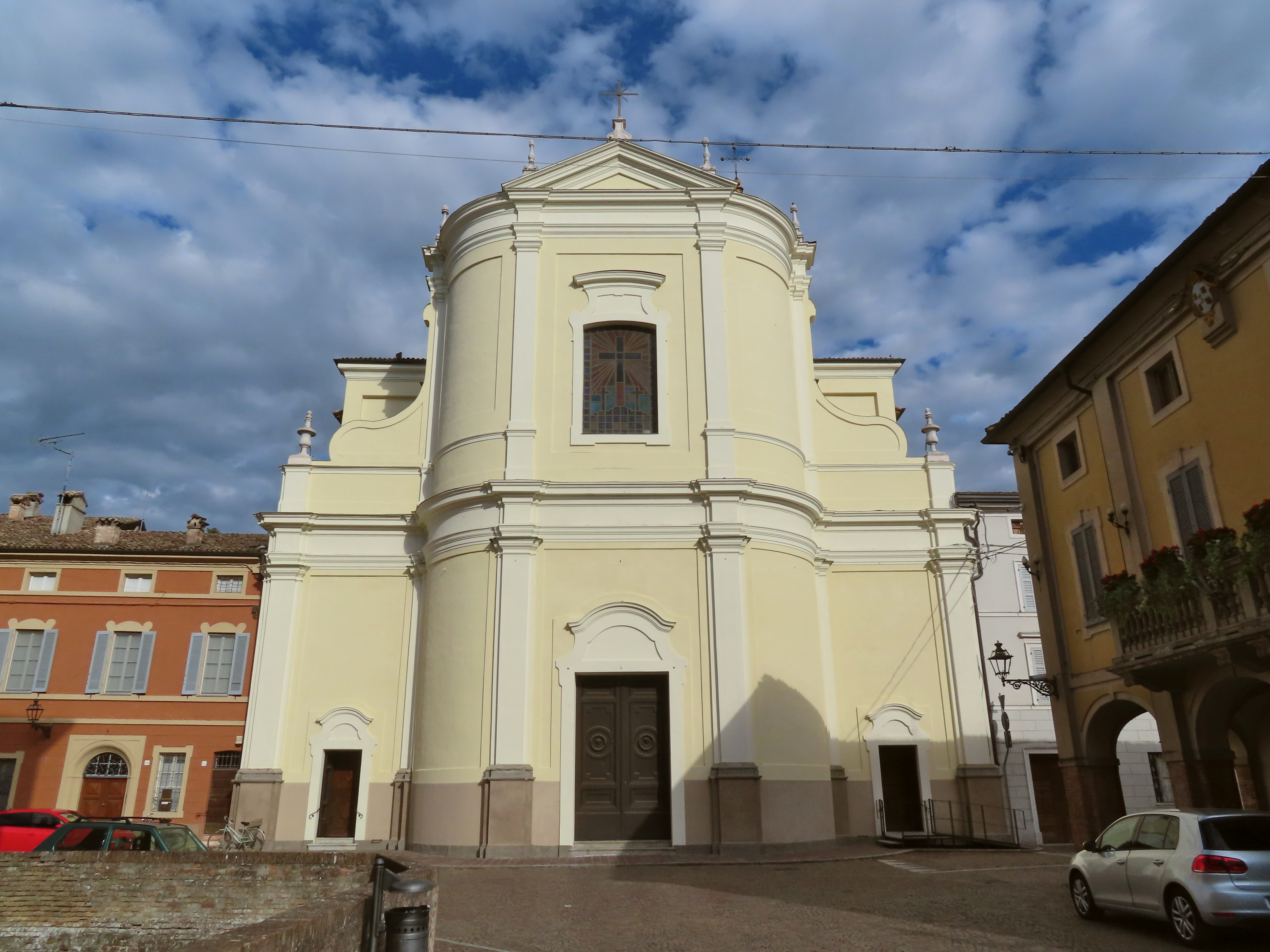
Chiesa di San Giacomo

Edificata originariamente nel XIII secolo in località Brè, la chiesa intitolata a san Giacomo Maggiore Apostolo divenne alla fine del XVII secolo sede di vicariato foraneo e fu pertanto abbattuta e ricostruita dall'architetto Ottavio Bettoli tra il 1755 e il 1762 in stile barocco al centro di Soragna; decorata esternamente nel 1765, fu completata negli interni nel 1769; restaurata tra il 1825 e il 1826, fu risistemata nel campanile tra il 1838 e il 1853; restaurata nuovamente nel 1928, fu ristrutturata internamente su progetto dell'architetto Camillo Uccelli tra il 1931 e il 1939, quando fu elevata a santuario dedicato alla Sacra Famiglia; al suo interno conserva numerose opere di pregio, tra cui un gruppo statuario del Cristo morto, opera di Alvise da Cà del 1708, un organo del 1814 costruito dai fratelli Serassi e l'altare maggiore in marmi policromi disegnato da Giuseppe Moroni nel 1939.

#### Chiesa della Beata Vergine del Carmine

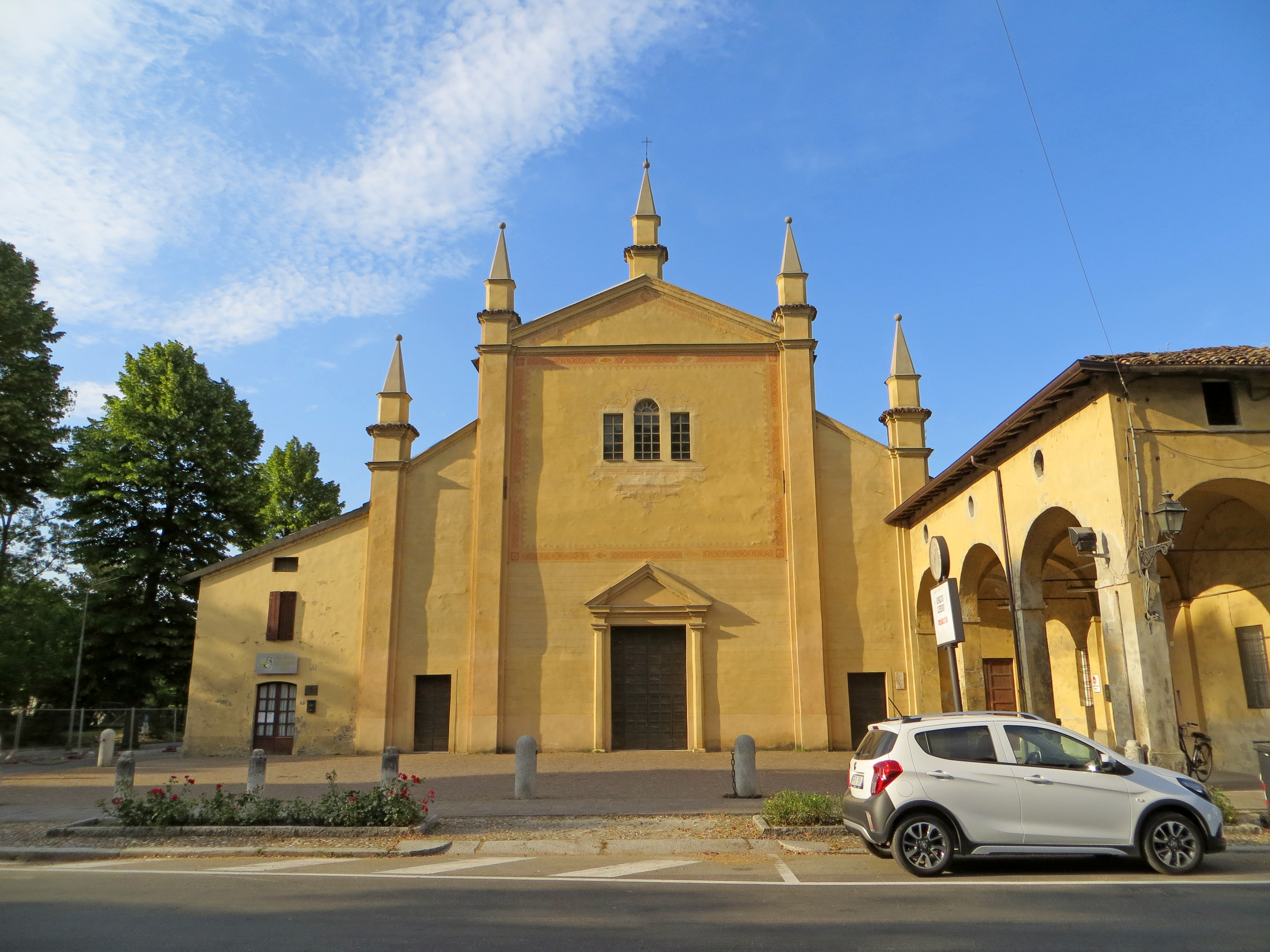
Chiesa della Beata Vergine del Carmine

Edificato nel 1640 per volere del marchese Diofebo III Meli Lupi, il convento dei carmelitani fu dotato della chiesa annessa tardo-gotica nel 1661; ampliato successivamente per ospitare un maggior numero di frati, fu soppresso nel 1769 per ordine del primo ministro ducale Guillaume du Tillot; adibito nel 1780 a sede di un orfanotrofio femminile, gestito dal 1862 dalle Figlie della Croce e dagli inizi del XX secolo dalle Piccole Figlie, fu chiuso nel 1960 e destinato a sede scolastica, prima della definitiva chiusura; danneggiato da un terremoto nel 2008, fu ristrutturato a partire dal 2011; la chiesa restaurata e riaperta al culto nel 2015, conserva varie opere di pregio, tra cui l'altare maggiore barocco, realizzato da Alvise da Cà nel 1707, i ricchissimi altari laterali in stucco, cinque tele del XVIII secolo e la maestosa cantoria, realizzata da Giambattista Galli per ospitare l'organo Dotti del 1707.

#### Oratorio di Sant'Antonio da Padova

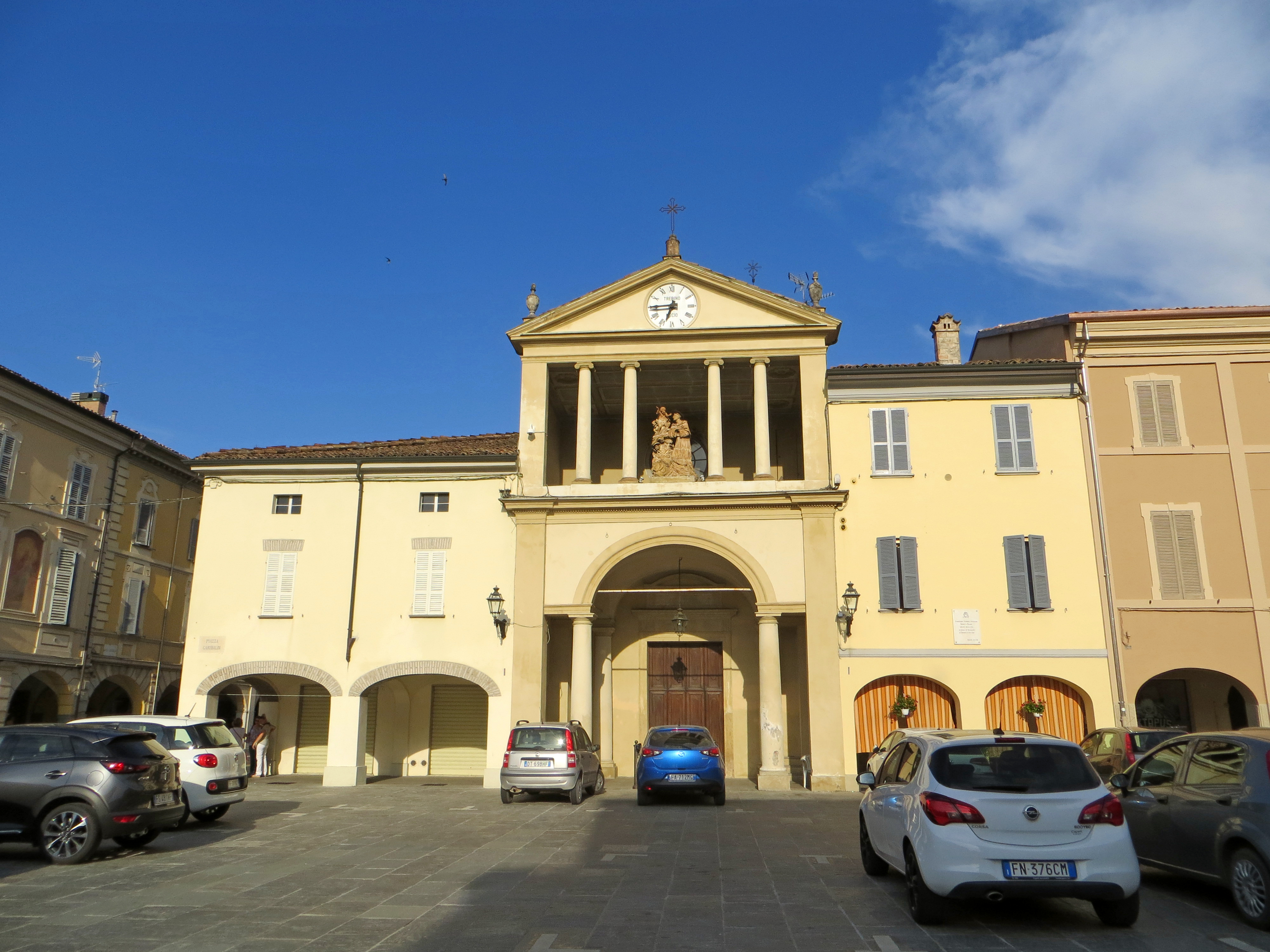
Oratorio di Sant'Antonio da Padova

Costruito per volere della Confraternita del Suffragio tra il 1696 e il 1698 su progetto dell'architetto Francesco Galli da Bibbiena, l'oratorio fu riccamente decorato in stile barocco da Giovanni Mercoli; dotato di una nuova facciata neoclassica tra il 1804 e il 1805 disegnata dall'architetto Giuseppe Rasori, fu restaurato nel 1826, nel 1875, nel 1912, nel 1967 e soprattutto tra il 1999 e il 2009; il luogo di culto ospita nella loggia del prospetto principale un gruppo statuario in terracotta raffigurante Sant'Antonio, realizzato da Giuseppe Carra nel 1806; al suo interno conserva inoltre le ricchissime sculture in stucco di Giovanni Mercoli, due dipinti di Giovanni Bolla del 1698, l'altare maggiore intagliato da Giulio Seletti nel 1726, gli arredi scolpiti nel 1734 da Giambattista Galli e l'organo Dotti del 1701.

#### Chiesa dell'Annunciazione di Maria Vergine

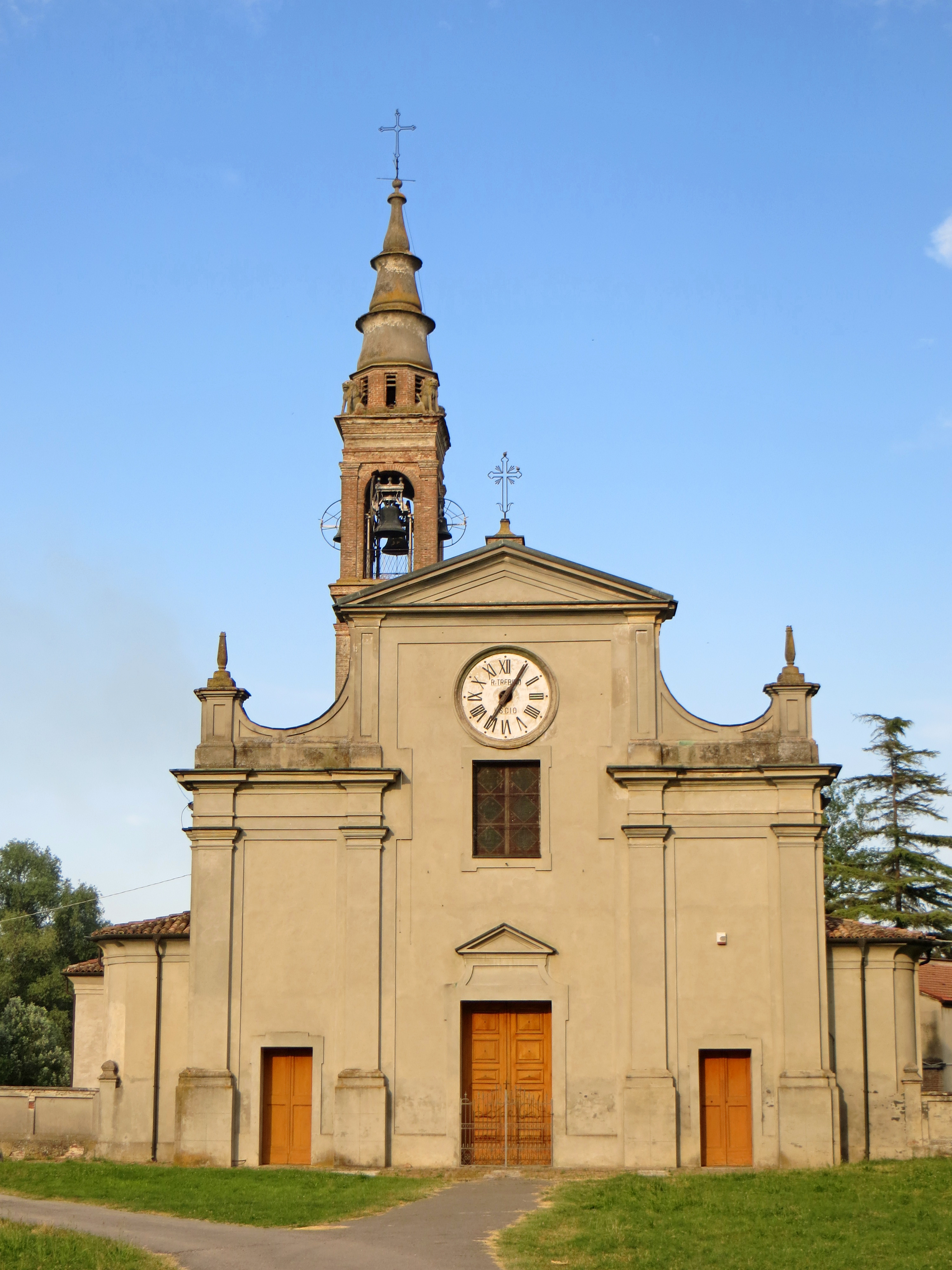
Chiesa dell'Annunciazione di Maria Vergine

Menzionata per la prima volta nel 1230, la chiesa collegiata di Castellina, appartenente fin dalle origini alla diocesi di Parma, fu ristrutturata completamente tra il 1752 e il 1756; arricchita della facciata neoclassica con elementi barocchi nel 1803, fu modificata internamente nella zona presbiteriale nel 1874; restaurata nel 1902 in seguito allo straripamento del vicino torrente Stirone, fu risistemata nelle coperture tra il 2007 e il 2008; il luogo di culto conserva al suo interno alcune opere di pregio, tra cui la pala d'altare raffigurante l'Annunciazione di Maria, eseguita nei primi anni del XVII secolo da Andrea Mainardi detto "il Chiaveghino".

#### Chiesa di San Pietro

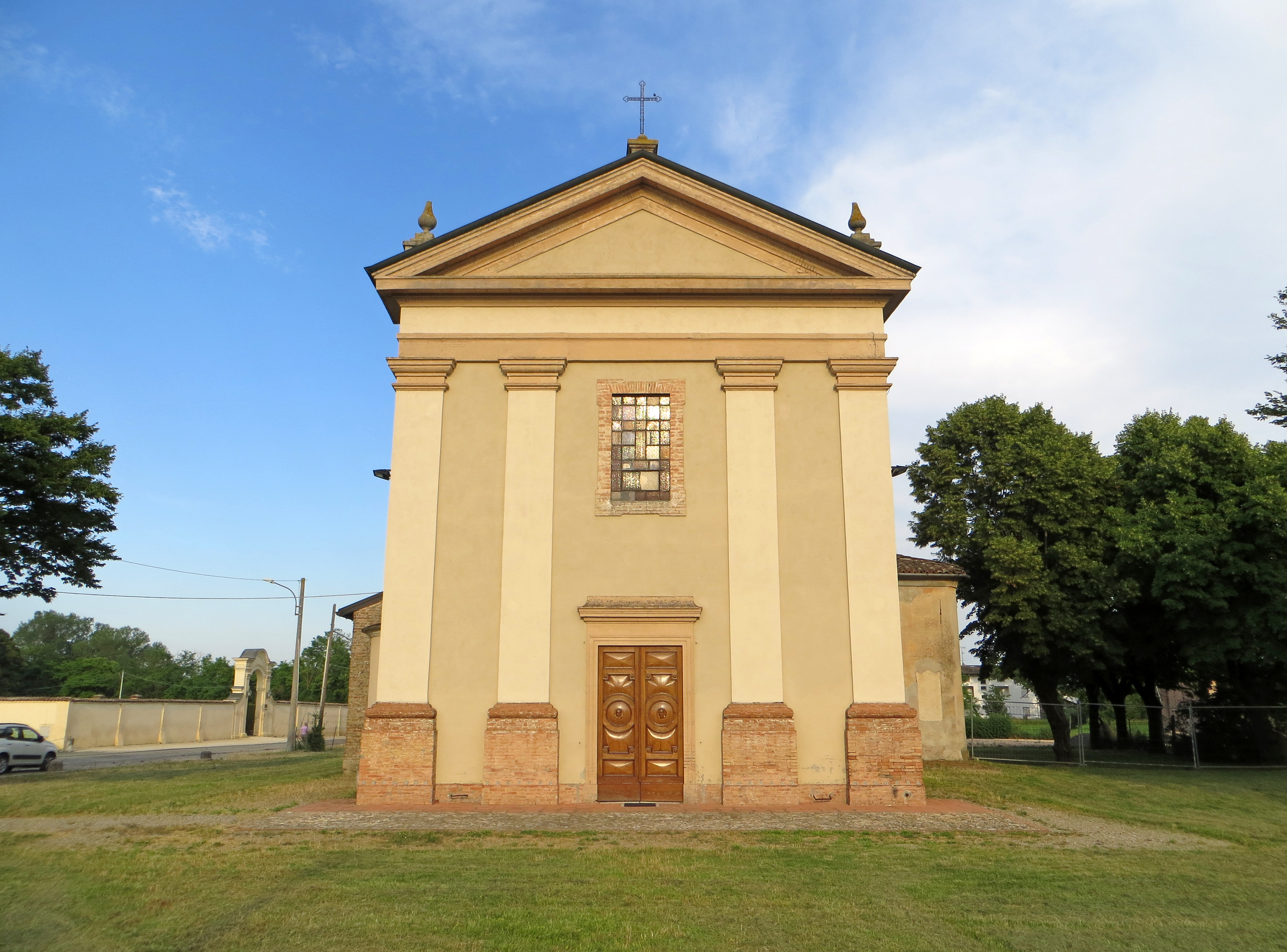
Chiesa di San Pietro

Menzionata per la prima volta nel 1226, la chiesa di S.Pietro in Castellina, appartenente originariamente alla diocesi di Parma, venne successivamente annessa alla diocesi di Fidenza in occasione della sua costituzione. Fu modificata in stile barocco nel 1681; ristrutturata nelle coperture nel 1761, fu arricchita con la nuova facciata neoclassica progettata dall'ingegner Ferdinando Belli nel 1883; restaurata internamente agli inizi del XX secolo, ritornò a far parte della diocesi di Parma nel 1948; danneggiata da un terremoto nel 1983, fu consolidata strutturalmente tra il 1984 e il 1985 e risistemata nelle coperture tra il 2008 e il 2009.

#### Chiesa di San Giovanni Battista

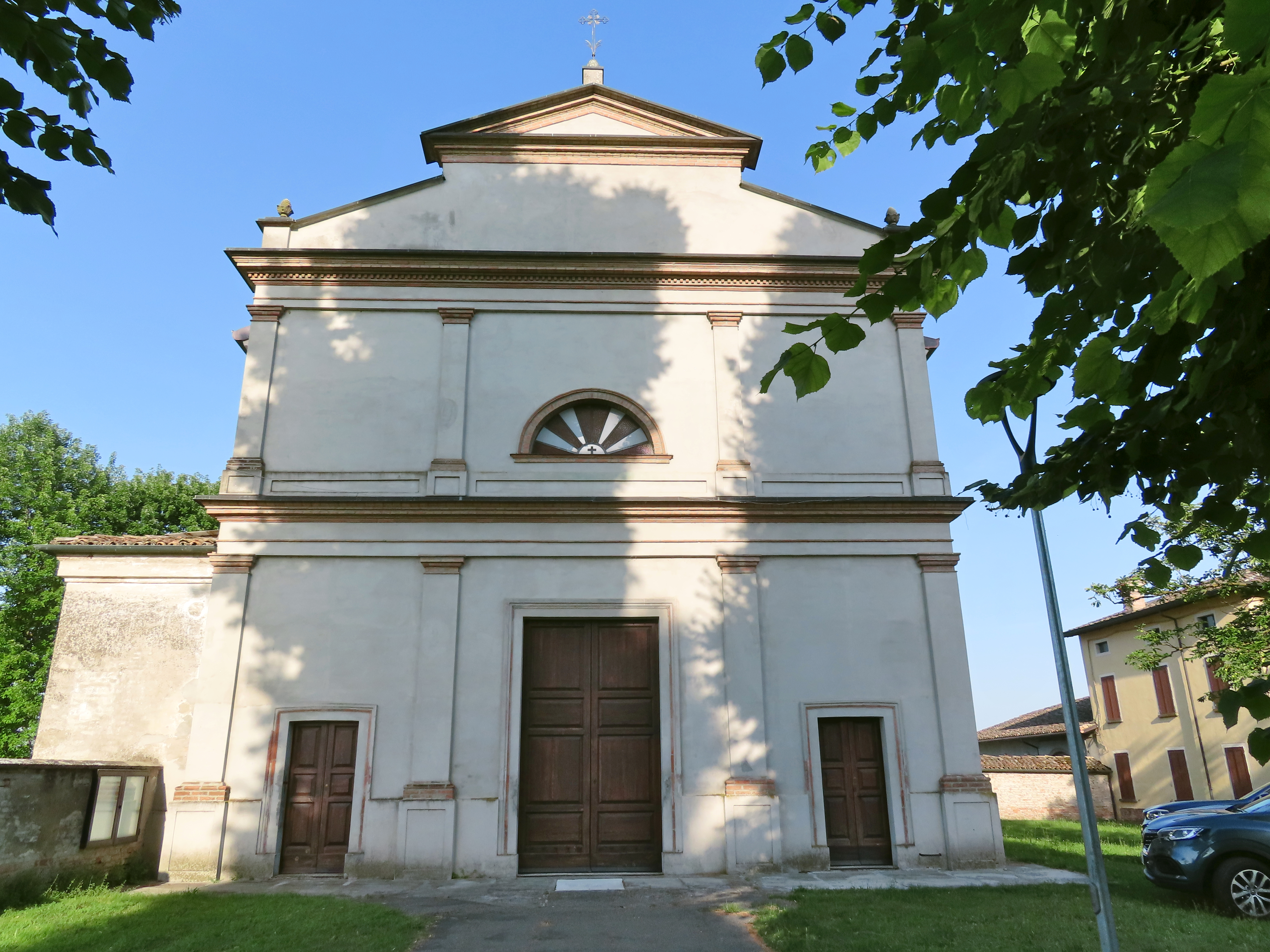
Chiesa di San Giovanni Battista

Menzionata per la prima volta nel 1230, la chiesa di Carzeto fu ricostruita in stile barocco tra il 1664 e il 1673; ristrutturata internamente in forme neoclassiche tra il 1883 e il 1886, fu arricchita della facciata nel 1906; la chiesa conserva varie opere di pregio, tra cui la pala d'altare raffigurante la Nascita di san Giovanni Battista, dipinta da Michelangelo Anselmi nel 1548, e l'organo a canne realizzato nel 1881 dalla ditta Aletti di Monza.

#### Chiesa di Santa Caterina d'Alessandria

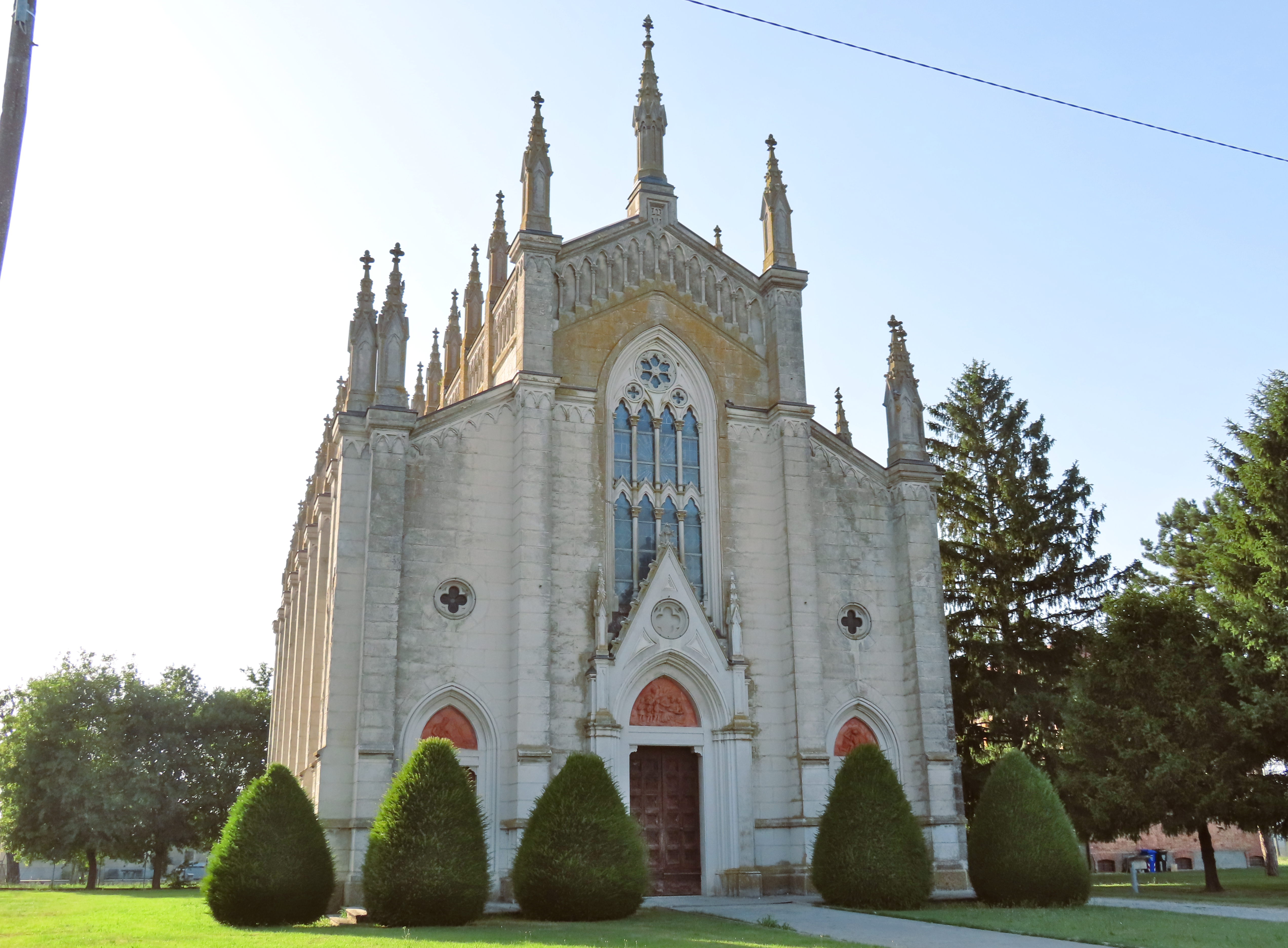
Chiesa di Santa Caterina d'Alessandria

Edificata originariamente nei primi anni del XVI secolo per volere dei Lupi, la chiesa barocca di Diolo, elevata a sede parrocchiale nel 1590, fu abbattuta nel 1914 in quanto pericolante, conservando soltanto il campanile; ricostruita in stile neogotico alcune centinaia di metri più a sud su progetto dell'architetto Alfredo Provinciali, fu completata nel 1917 e arricchita due anni dopo col monumentale altare maggiore in marmo di Carrara e con le prime vetrate policrome; ristrutturata nel tetto tra il 1924 e il 1925, fu restaurata a più riprese tra il 1943 e il 1964; elevata a santuario dedicato a Gesù adolescente nel 1966, fu nuovamente sottoposta a lavori nel 1970, nel 1980 e tra il 1998 e il 2000; al suo interno conserva un dipinto raffigurante Gesù adolescente in mezzo agli adolescenti dei cinque continenti, realizzato da Giuseppe Moroni nel 1916.

#### Sinagoga

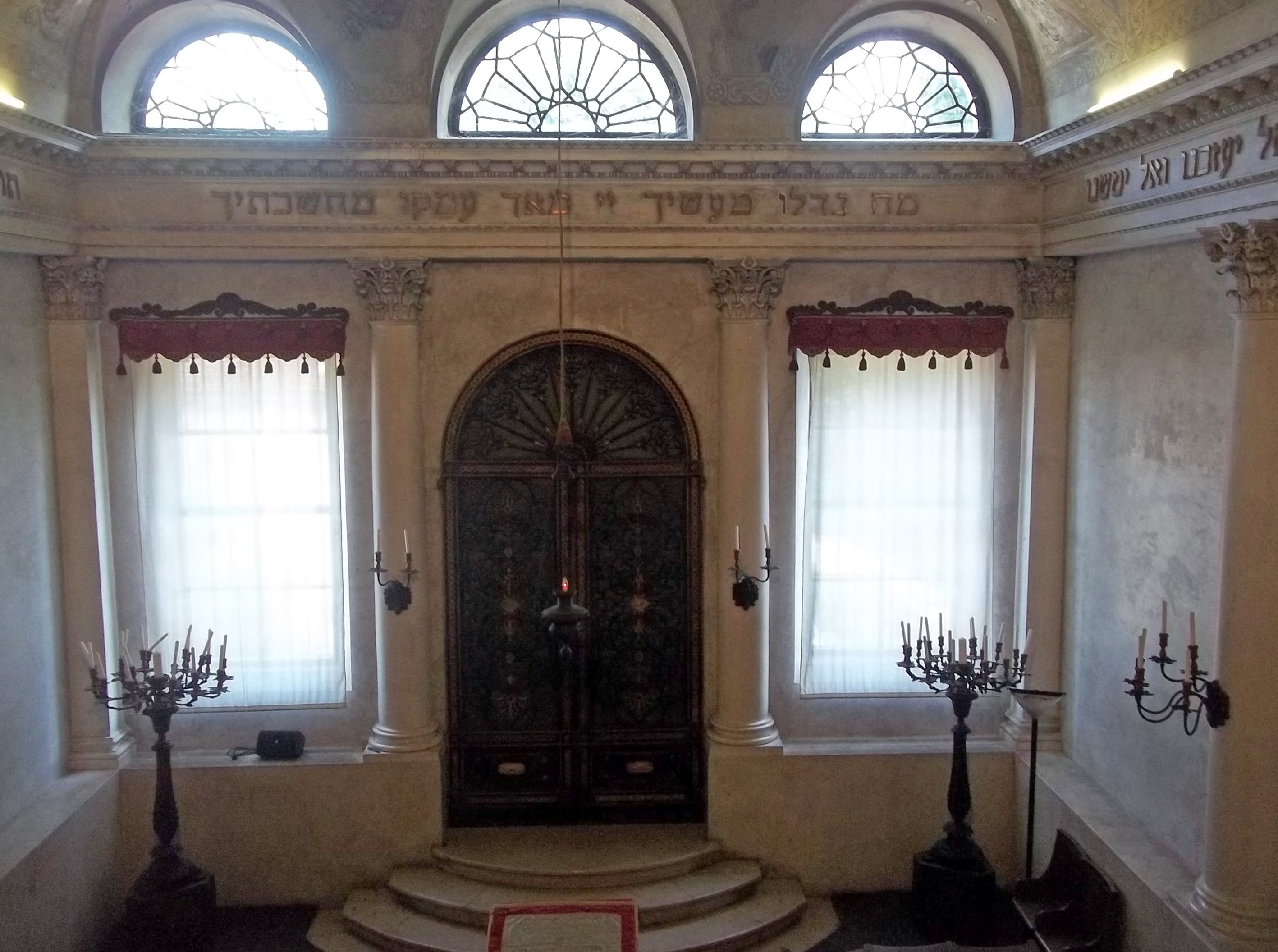
Sinagoga

Edificata originariamente agli inizi del XVII secolo, la sinagoga, detta "Casa Grande delli Hebrei", fu ristrutturata in stile neoclassico nel 1855; affiancata nel 1981 dal Museo ebraico Fausto Levi, conserva al suo interno numerosi oggetti rituali antichi, tra cui un rotolo della Torah risalente al 1594, manti e fasce e un Siddur settecentesco con copertina in argento.

### Architetture militari

#### Rocca Meli Lupi

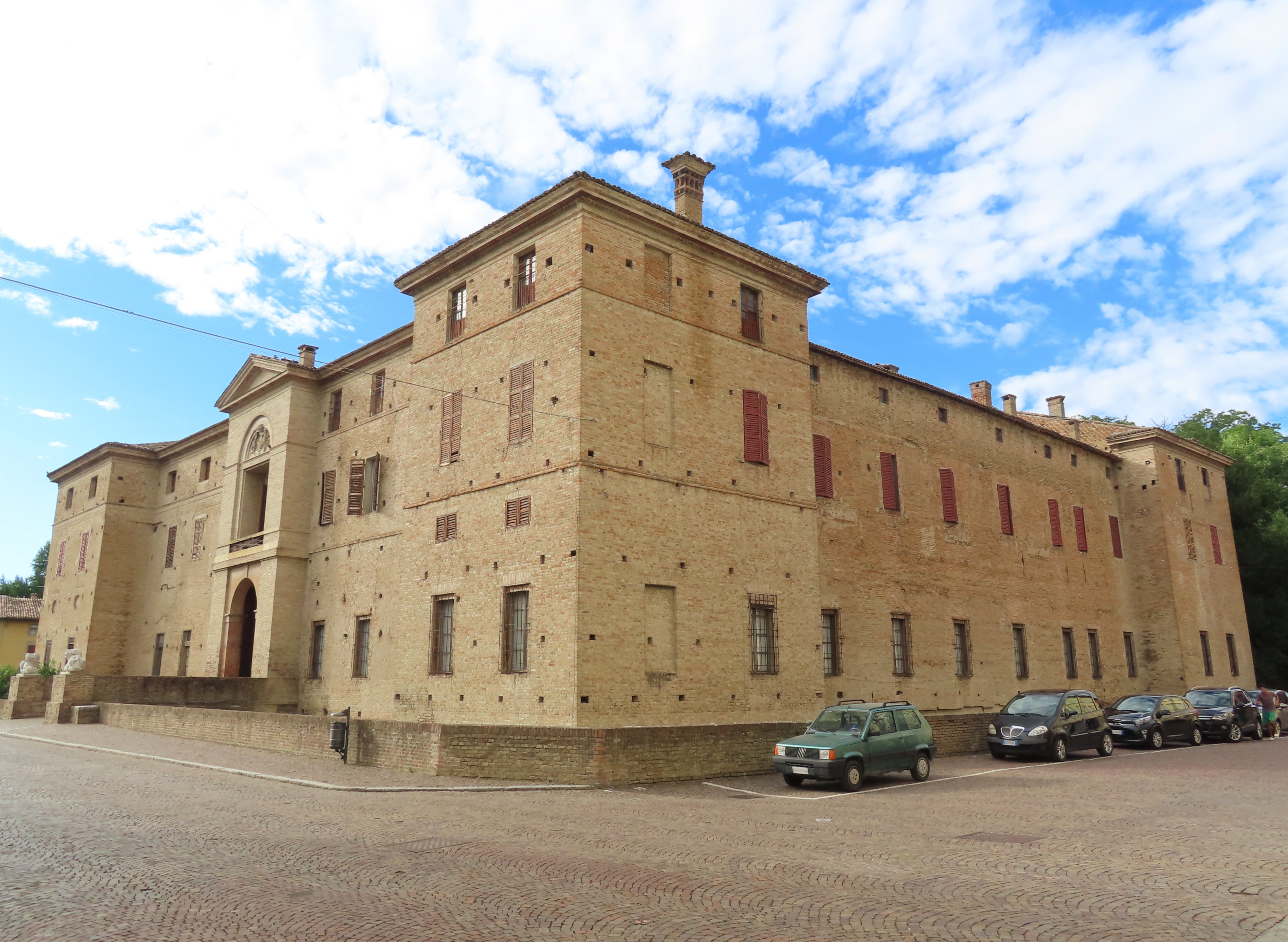
Facciata e lato est della rocca Meli Lupi

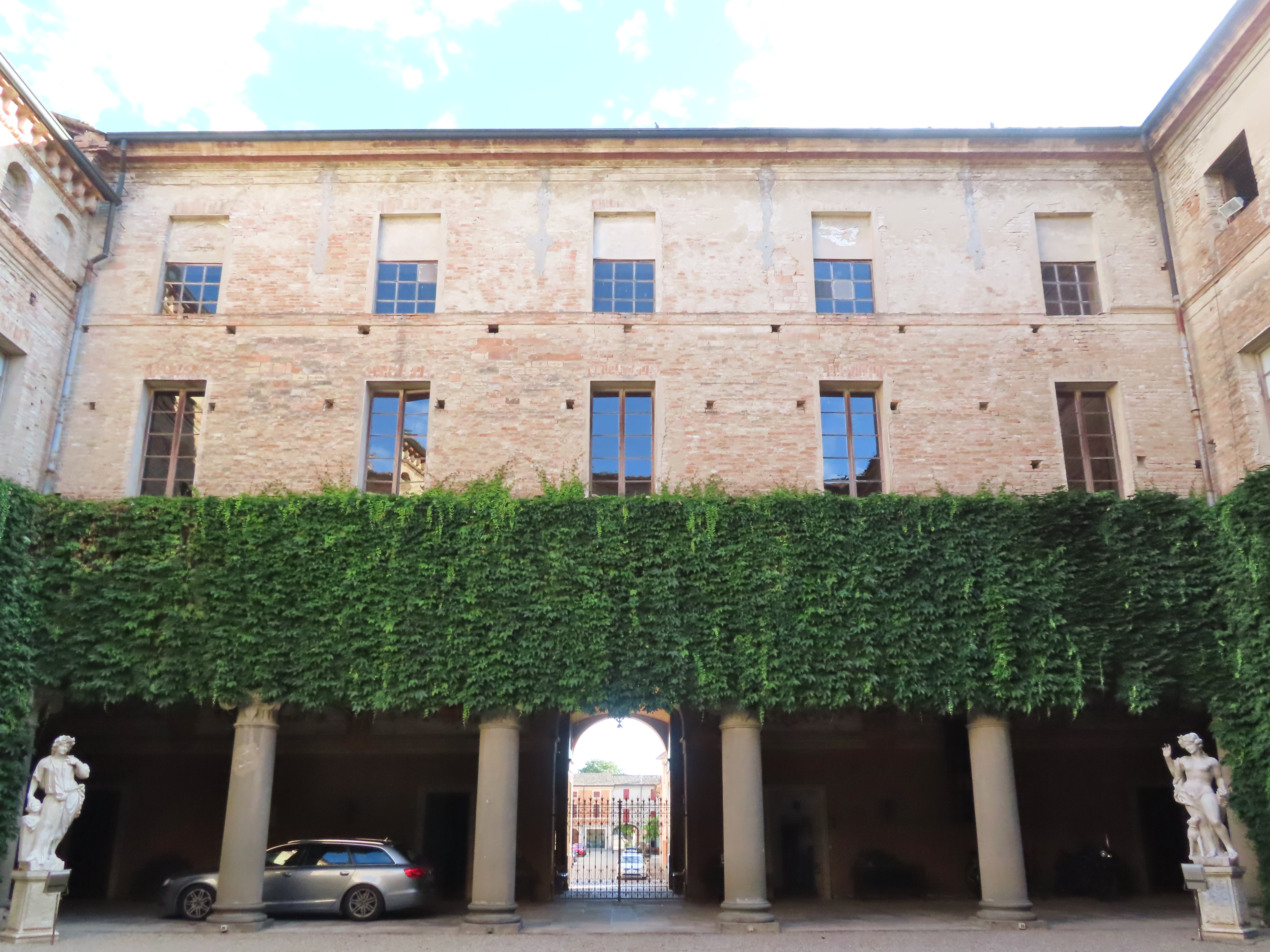
Lato sud del cortile centrale della rocca Meli Lupi

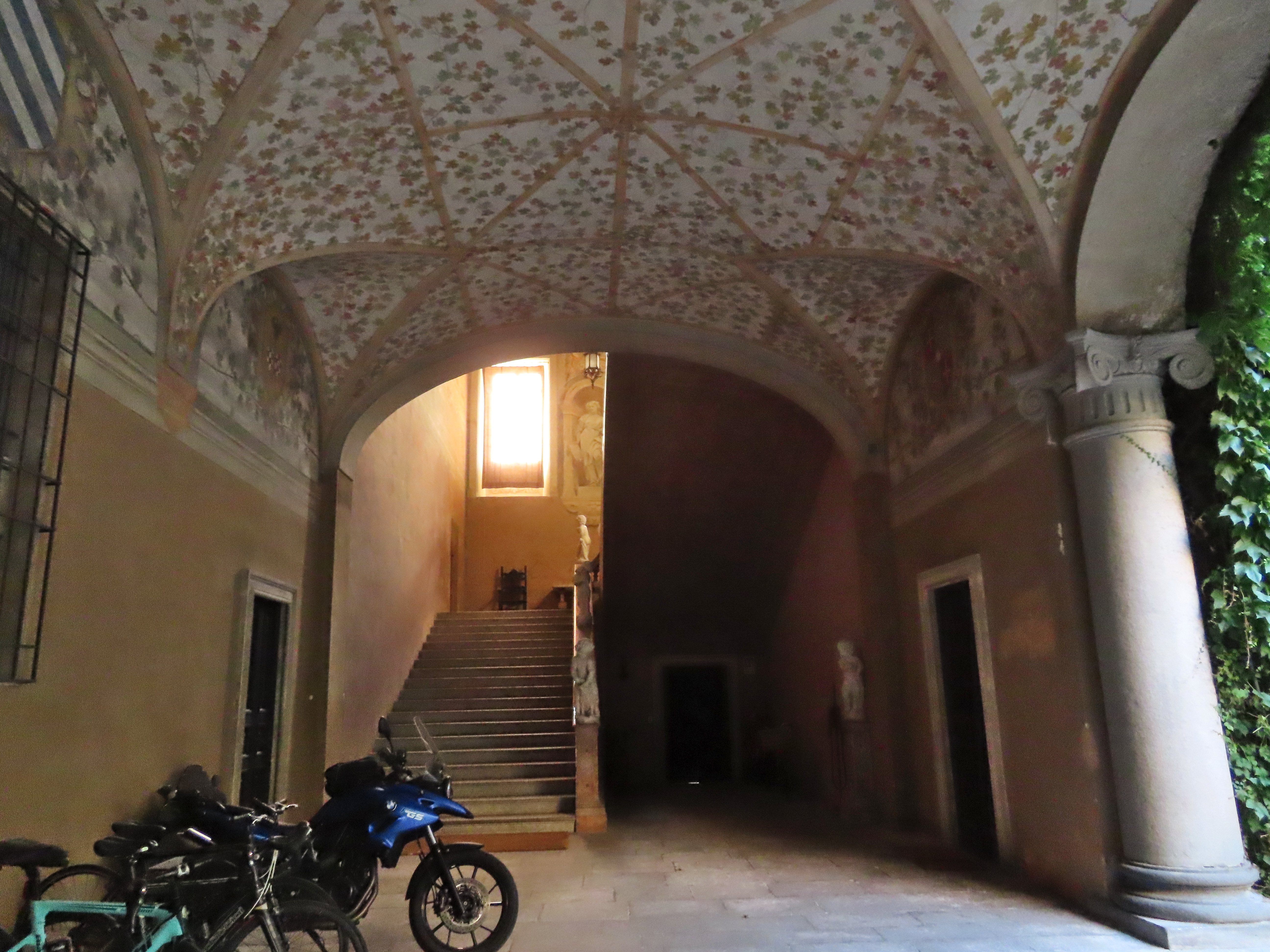
Porticato e scalone della rocca Meli Lupi

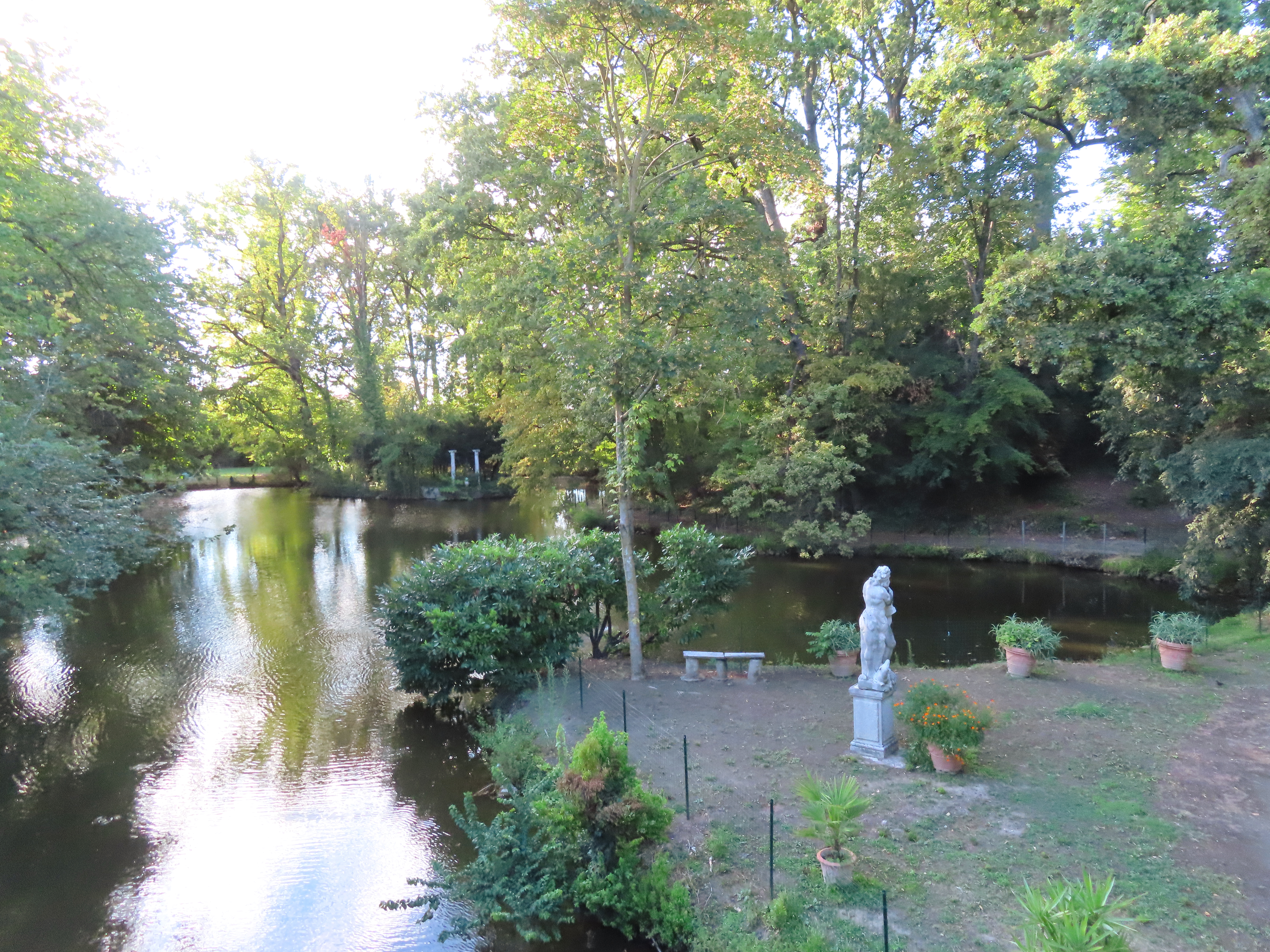
Laghetto nel parco della rocca Meli Lupi

Costruito originariamente nel 985, dal marchese Adalberto I progenitore dei Pallavicino, il castello difensivo di Soragna fu raso al suolo nel 1186 dai guelfi parmigiani e cremonesi; riedificato nel 1198 dai Lupi, fu riassegnato nel 1249 ai marchesi Pallavicino; conquistato nel 1266 dai parmigiani, fu espugnato nel 1305 dalle truppe estensi; distrutto nel 1345 da Filippino Gonzaga e Luchino Visconti, fu assegnato nel 1347 a Ugolotto Lupi dall'imperatore Carlo IV di Lussemburgo e ricostruito tra il 1385 e il 1392 da Bonifacio e Antonio Lupi; ereditato nel 1513 da Giampaolo I Meli, nipote dell'ultimo marchese Diofebo Lupi, fu occupato dalle truppe pontificie di Leone X, che lo assegnò al fratello Giuliano de' Medici; conquistato nel 1515 dal re Francesco I di Francia, che lo rivendette al marchese Giampaolo nel 1518, fu assaltato nel 1521 da Bonifacio Aldighieri e nuovamente espugnato nel 1522 da Giampaolo, che aggiunse al proprio il cognome dello zio, dando origine ai Meli Lupi; trasformato tra il XVI e il XVII secolo in elegante dimora nobiliare barocca, fu arricchito ulteriormente dagli architetti Angelo Rasori nel XVIII secolo e Antonio Tomba nel XIX e dotato di un grande parco all'inglese nel 1833, su progetto dell'architetto Luigi Voghera. La rocca conserva numerosi ambienti riccamente decorati e arredati con i mobili originari, tra cui la Sala del Baglione, ornata con gli affreschi cinquecenteschi di Cesare Baglione, la Sala degli Stucchi, caratterizzata dagli stucchi barocchi realizzati intorno al 1696 dai fratelli Ferdinando e Francesco Galli da Bibbiena, la lunghissima Galleria dei Poeti, la seicentesca cappella di Santa Croce, lo Scalone d'Onore, la Galleria Grande, affrescata dai Bibiena, e i maestosi e sfarzosi ambienti barocchi dell'Appartamento Nobile, voluto dal marchese Giampaolo Meli Lupi nel 1702. La rocca è ancora oggi abitata dall'ultimo discendente dei Meli Lupi il principe Diofebo VI.La Rocca viene ancora visitata da molti turisti, ma a causa del COVID-19 è visitabile con prenotazione.

#### Castello di Castellina
Edificato originariamente dai Pallavicino entro il XII secolo, il Castrum Vetus de Sancta Maria de Soranea, in seguito noto come "la Castellina", fu ristrutturato nel 1145 dal marchese Oberto; distrutto nel 1325 dai parmigiani, fu ricostruito nel 1389 da Niccolò Pallavicino per concessione del signore di Milano Gian Galeazzo Visconti; espugnato nel 1407 da Ottobuono de' Terzi, fu restituito a Rolando il Magnifico nel 1411 dal marchese di Ferrara Niccolò III d'Este; incamerato dal duca di Milano Filippo Maria Visconti nel 1441, fu riassegnato dopo alcuni anni al marchese Orlando, che lo trasmise al figlio Oberto, capostipite dei marchesi di Tabiano; attaccato e parzialmente distrutto durante la guerra di Parma del 1551 dalle truppe pontificie e imperiali, fu riconquistato e profondamente danneggiato dopo pochi mesi dall'esercito farnesiano; alienato intorno al 1613 al marchese di Soragna Giampaolo IV Meli Lupi e rivenduto successivamente ai marchesi Giandemaria, fu assegnato nel 1707 al conte Alessandro Ranuccio Ugolini, che avviò i lavori di costruzione della villa Castellina nei pressi del maniero, demolito tra il 1752 e il 1756 per riutilizzare parte dei materiali nella ristrutturazione della vicina chiesa dell'Annunciazione di Maria Vergine.

### Architetture civili

#### Villa Castellina

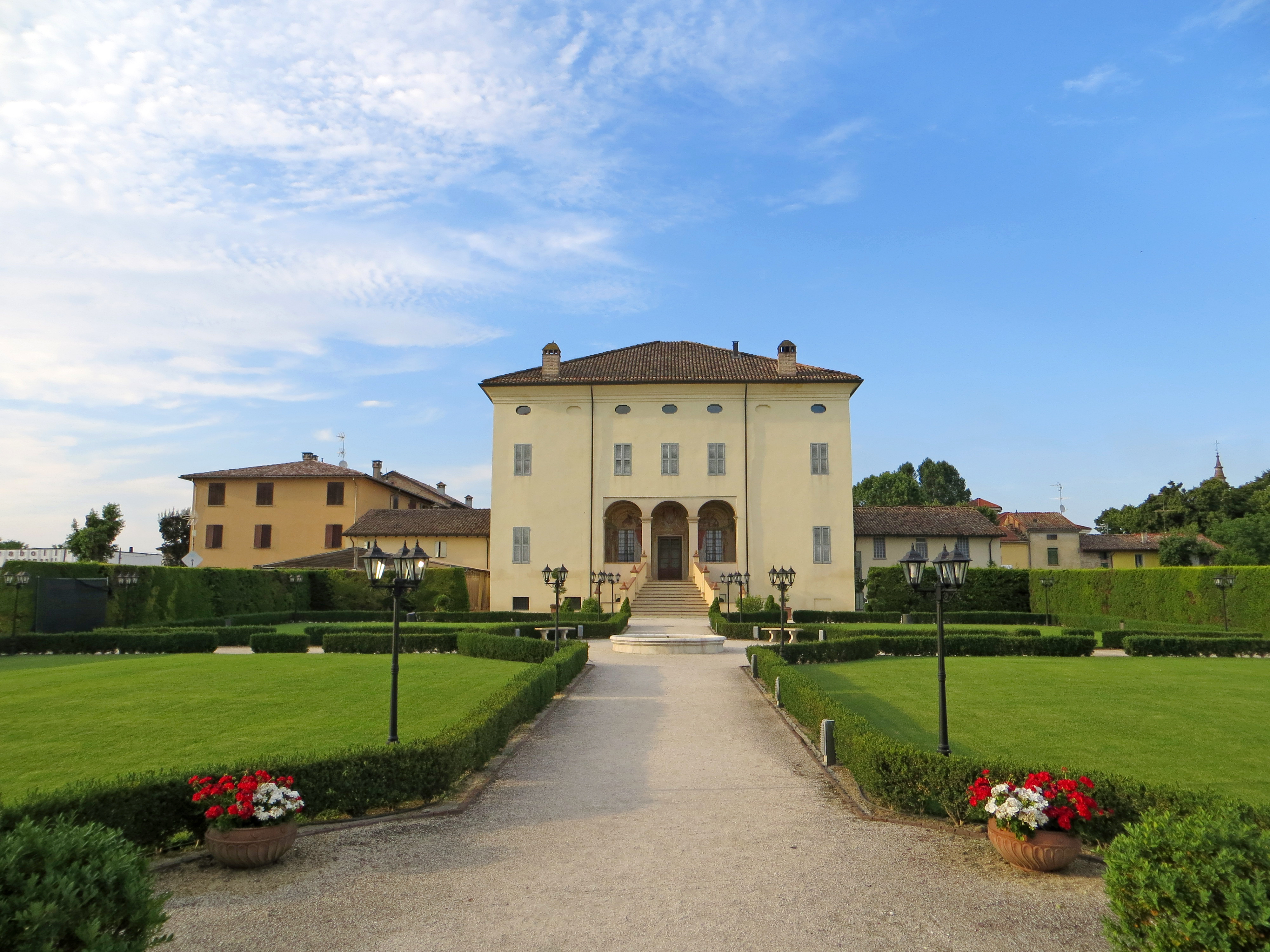
Villa Castellina

Edificata nei pressi delle rovine del castello agli inizi del XVIII secolo per volere del conte Alessandro Ranuccio Ugolini, la villa barocca di Castellina passò alla fine del secolo ai conti Sacco e nel XIX alla famiglia Tagliaferri; caduta in declino dopo l'estinzione della casata, fu acquistata dalla famiglia Pedroni, che intorno al 2000 ne avviò i lavori di completo recupero; l'edificio, preceduto da un giardino all'italiana, è caratterizzato dalla presenza di porticati a tre arcate al centro delle facciate contrapposte; all'interno si trova un ampio androne passante interamente decorato con scenografici affreschi.

## Società

### Evoluzione demografica
Abitanti censiti

## Cultura

### Musei

#### Museo del Parmigiano-Reggiano

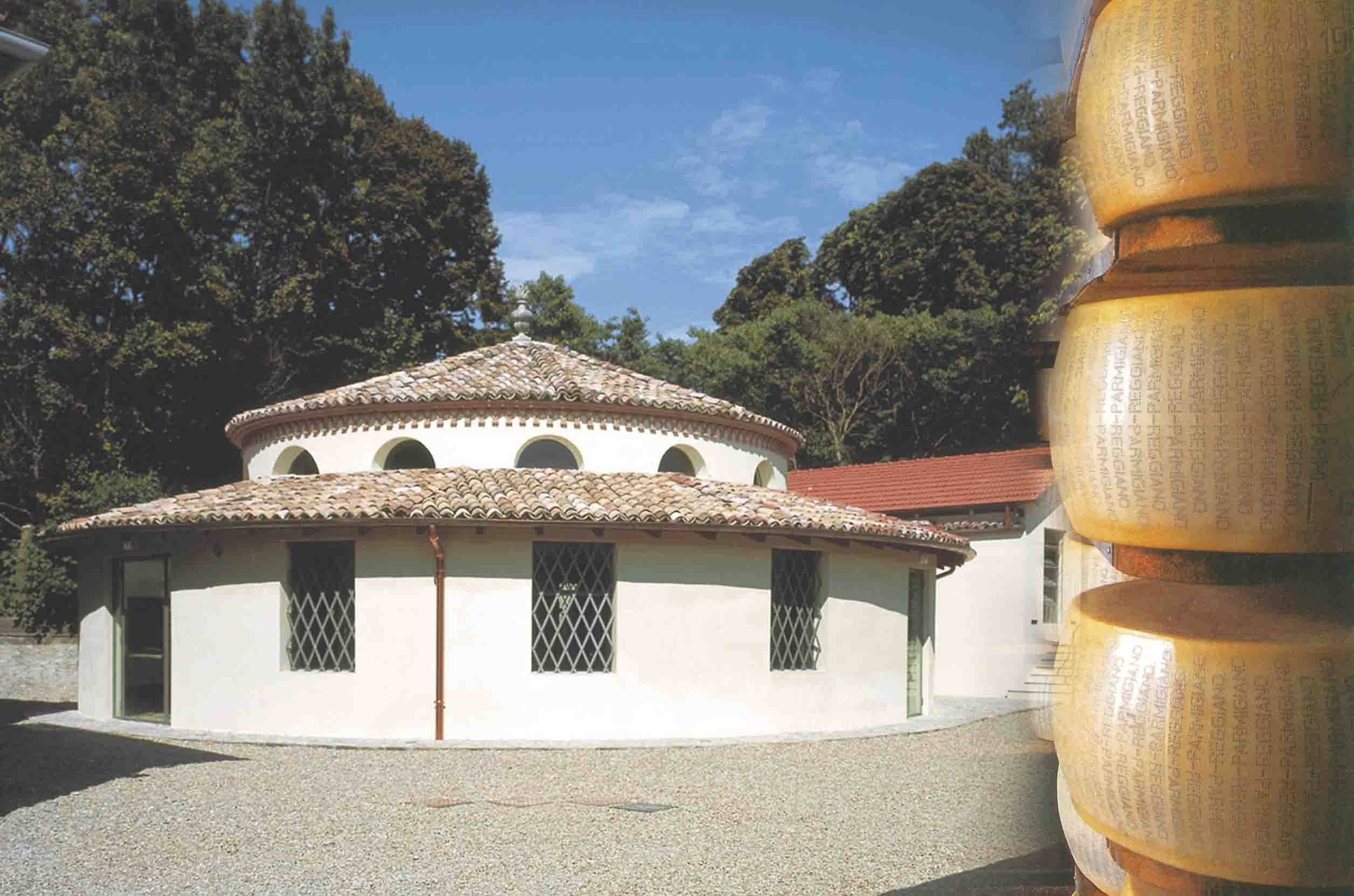
Museo del Parmigiano-Reggiano

Collocato all'interno del caseificio ottocentesco della Corte Castellazzi annessa alla Rocca Meli Lupi, il museo, inaugurato nel 2003, raccoglie una serie di oggetti, risalenti a un arco temporale compreso tra la seconda metà del XIX secolo e la prima del XX, legati alla produzione del Parmigiano-Reggiano.

#### Museo ebraico Fausto Levi

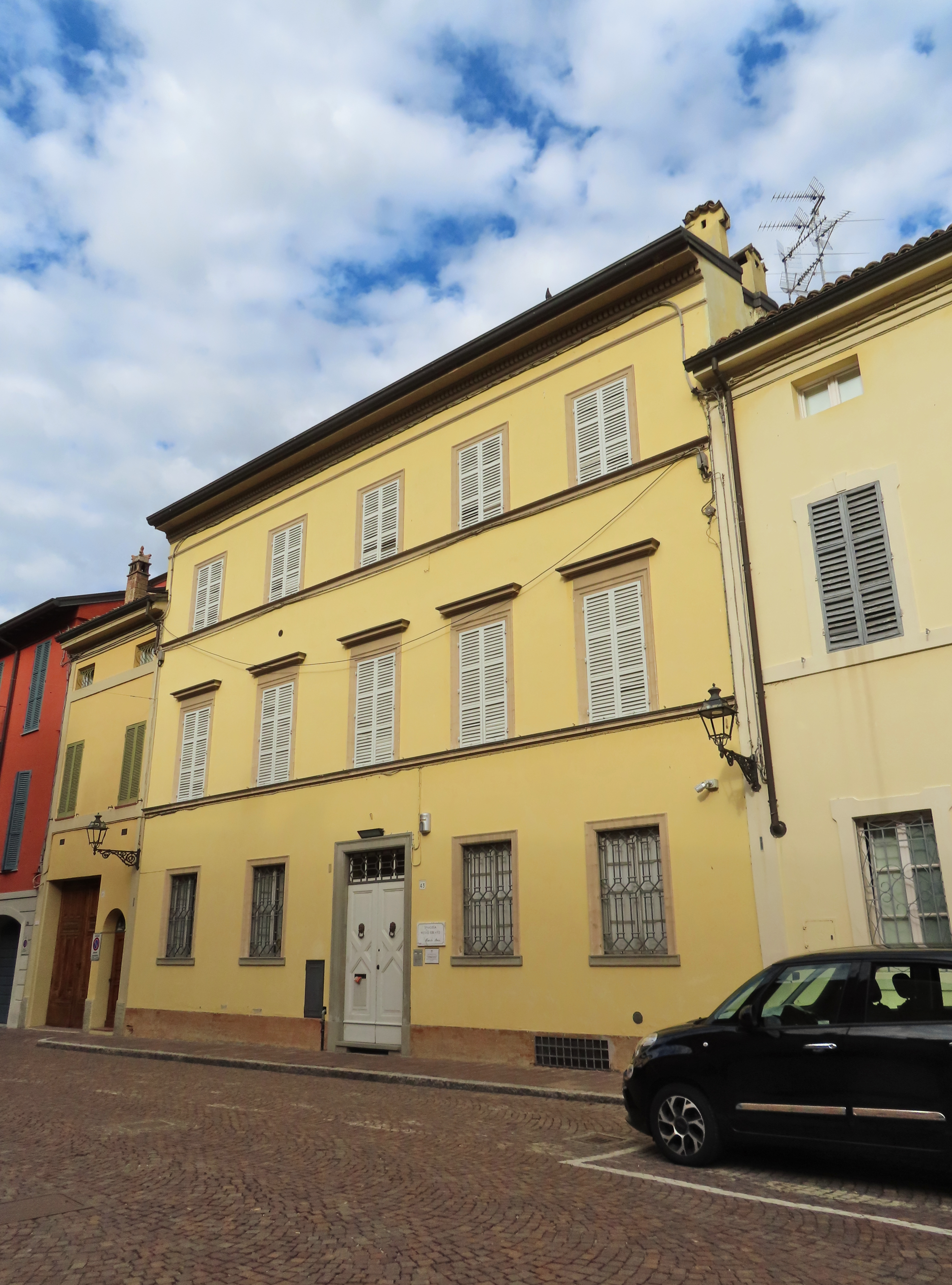
Museo ebraico Fausto Levi

Situato all'interno di un palazzo di origine seicentesca, il museo, inaugurato nel 1981, raccoglie una serie di oggetti, arredi e documenti provenienti dalle antiche comunità ebraiche di Soragna, Busseto, Fiorenzuola, Cortemaggiore e Monticelli d'Ongina; il percorso espositivo comprende anche la sinagoga neoclassica al primo piano dell'edificio e il cimitero ebraico ai margini del paese.

#### Museo della civiltà contadina
Collocato all'interno di uno degli edifici agricoli della Corte Castellazzi in continuità col Museo del Parmigiano-Reggiano, il museo espone la vasta collezione di attrezzi e oggetti legati alla vita quotidiana e all'attività agricola delle campagne della bassa parmense, raccolti da Mauro Parizzi.

#### Centro del Boscaccio Giovannino Guareschi

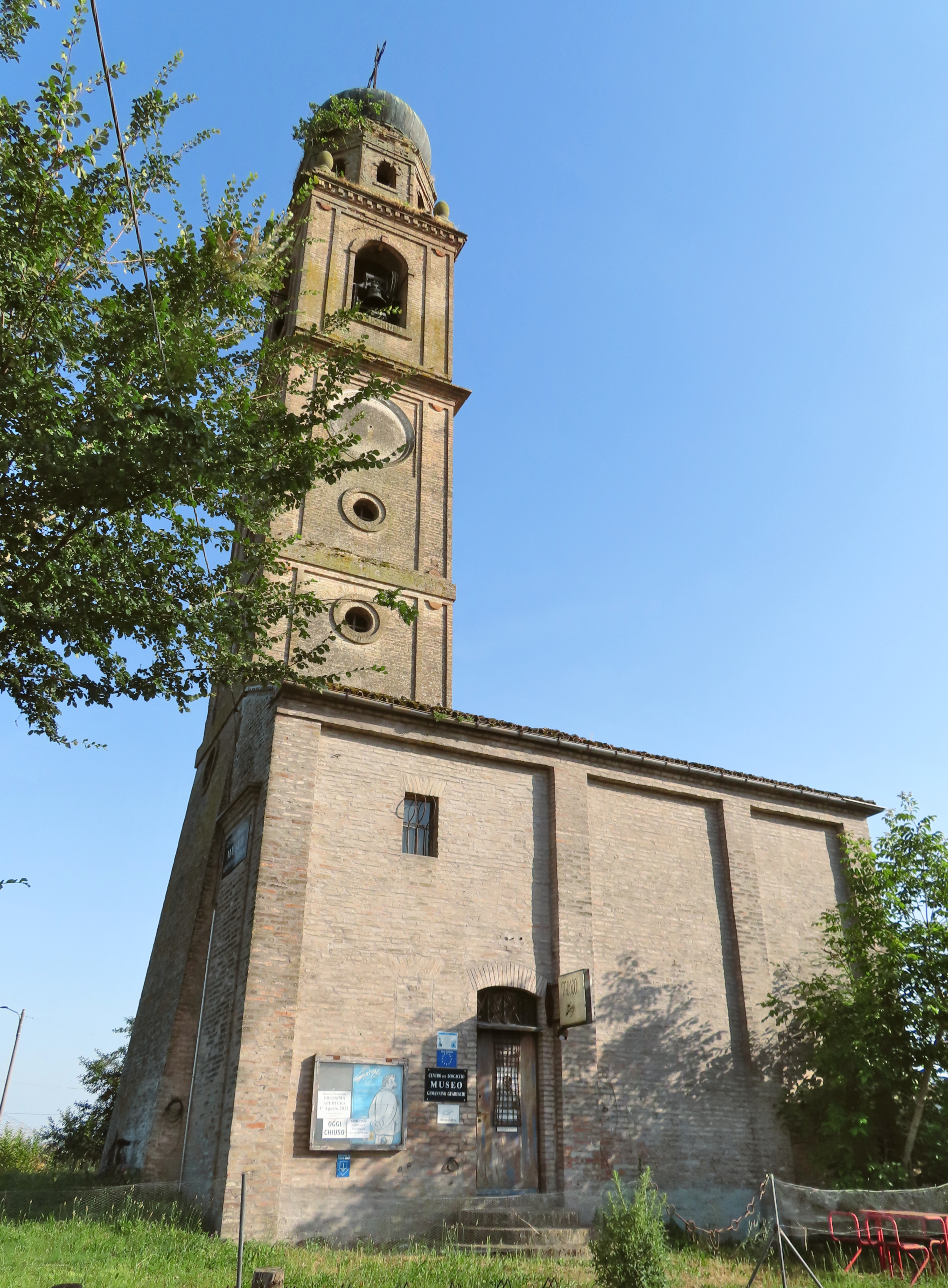
Antico campanile di Santa Caterina d'Alessandria, sede del centro del Boscaccio Giovannino Guareschi

Situato all'interno del campanile barocco dell'originaria chiesa di Santa Caterina d'Alessandria di Diolo, il museo, fondato da Caterina e Cesare Bertozzi, raccoglie una serie di oggetti, testimonianze e scritti dedicati a Giovannino Guareschi, che in alcuni dei suoi racconti aveva descritto il podere Boscaccio di Diolo, abitato dai suoi nonni.

### Musica

#### Corale San Pio X
Dal 1907 la chiesa di San Giacomo accoglie la "Corale San Pio X", che, oltre ad accompagnare le funzioni liturgiche, si occupa anche dell'attività concertistica con un repertorio comprendente la musica sacra e la musica operistica.

### Eventi

#### Mostra dell'artigianato, agricoltura e commercio
Dal 1977 il centro di Soragna ospita, per tre giornate nel penultimo fine settimana di aprile, la mostra dell'artigianato, agricoltura e commercio, manifestazione fieristica che prevede le esposizioni di macchine agricole d'epoca, animali da fattoria, modellismo, antiquariato, floricoltura, informatica, abbigliamento, gastronomia e altro ancora; le serate sono accompagnate da concerti di musica leggera.

#### Sagra dell'Addolorata
Il centro del paese ospita ogni anno, nel terzo weekend di settembre, la sagra patronale dell'Addolorata, con mercatini, concerti e pranzi all'aperto.

#### Giostra dei Nasi
Tra il 1966 (o 1967) e il 1985, poi ancora tra il 1998 e il 2007, si svolse a cadenza annuale nella piazza di fronte alla Rocca Meli Lupi la giostra dei Nasi, durante la quale in un'atmosfera medievale venivano incoronati re Nasone e regina Nasona l'uomo e la donna con il naso più lungo.

#### Festa del Voto
Nell'Aprile 1944 vista la presenza nel comune di rappresentanti del partito Nazifascista, il pericolo di bombardamento era elevato. I capifamiglia si riunirono di fronte alla statua dei sette dolori di Maria Vergine in via verdi per sottoscrivere un voto per preservare il paese dalle atrocità della guerra. Miracolosamente il giorno seguente, una fitta nebbia avvolse il paese salvandolo dal pericolo. Il ricordo di quell'episodio viene celebrato il Venerdì prima della settimana Santa come Festa Patronale, con una processione per le vie del paese fino al monumento, dove viene rinnovato il voto annualmente.

## Infrastrutture e trasporti

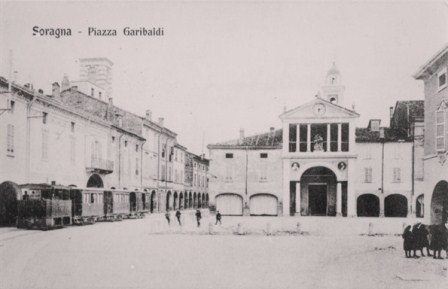
Tram in piazza Garibaldi

Soragna è attraversata dalla strada provinciale 11 e interessata dal percorso delle provinciali 12, 50 e 59.
Nel 1895 la località iniziò a essere servita dalla tranvia Parma-Soragna-Busseto, da cui proprio a Soragna si diramava una linea per Borgo San Donnino, allora nome della città di Fidenza. Tali linee, esercite con tram a vapore, furono soppresse nel 1937.
La mobilità urbana e suburbana è garantita da autocorse in servizio pubblico svolte dalla società TEP.

## Amministrazione

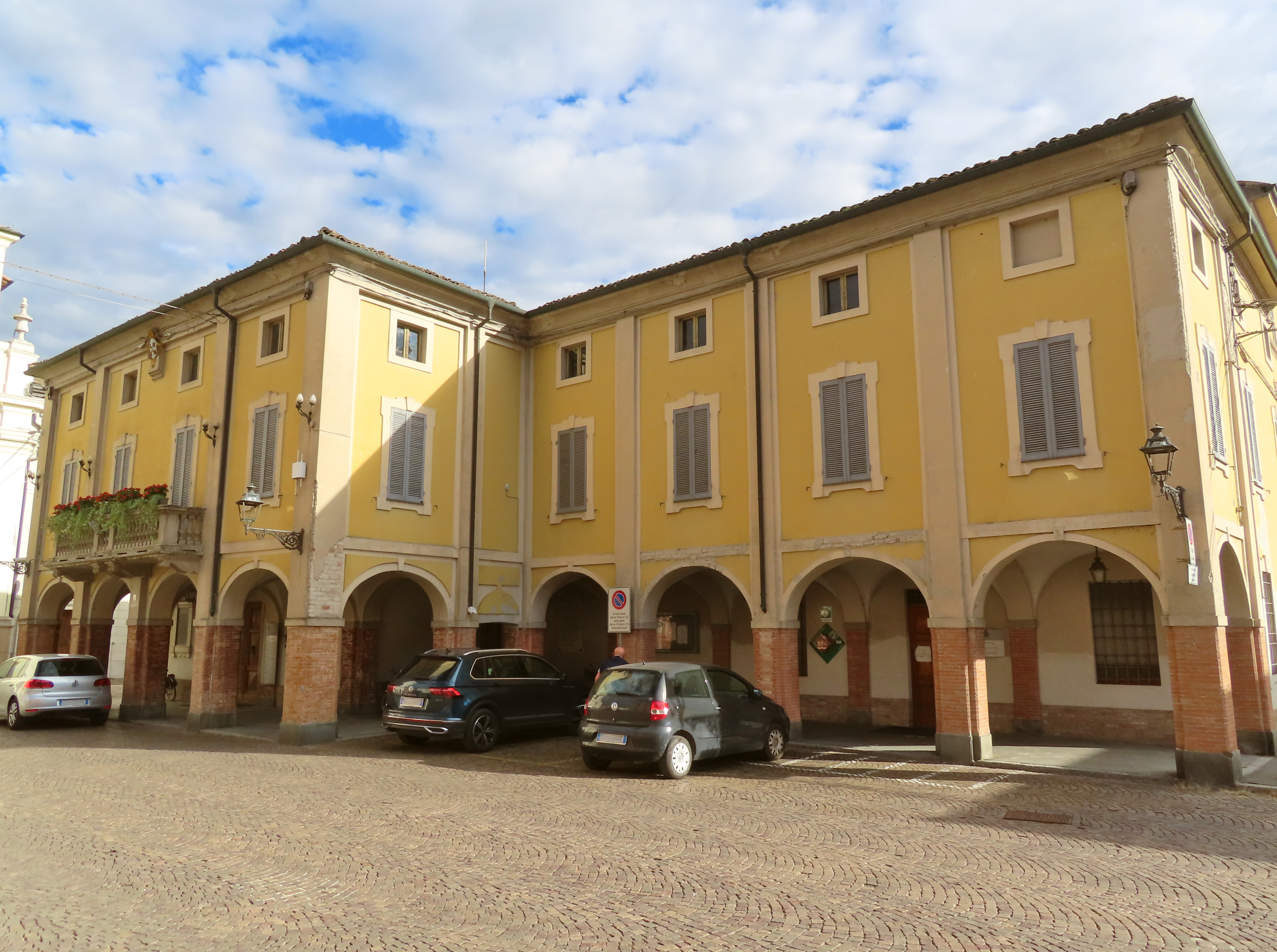
Palazzo comunale

Di seguito è presentata una tabella relativa alle amministrazioni che si sono succedute in questo comune.
| Periodo           | Periodo           | Primo cittadino         | Partito                                                                              | Carica           | Note   |
| ----------------- | ----------------- | ----------------------- | ------------------------------------------------------------------------------------ | ---------------- | ------ |
| 17 giugno 1985    | 28 maggio 1990    | Alcide Tabloni          | Partito Socialista Italiano                                                          | Sindaco          | [ 65 ] |
| 7 giugno 1990     | 24 aprile 1995    | Ivonne Alinovi          | Democrazia Cristiana                                                                 | Sindaco          | [ 65 ] |
| 24 aprile 1995    | 20 febbraio 1997  | Roberto Garbi           | Partito Democratico della Sinistra                                                   | Sindaco          | [ 65 ] |
| 22 febbraio 1997  | 28 aprile 1997    | Pantaleo Zacheo         |                                                                                      | Comm. pref.      | [ 65 ] |
| 28 aprile 1997    | 14 maggio 2001    | Roberto Garbi           | PDS-Democratici di Sinistra                                                          | Sindaco          | [ 65 ] |
| 14 maggio 2001    | 10 maggio 2005    | Roberto Garbi           | Democratici di Sinistra                                                              | Sindaco          | [ 65 ] |
| 30 maggio 2005    | 7 gennaio 2010    | Giovanni Cattenati      | Democratici di Sinistra-Partito Democratico                                          | Sindaco          | [ 65 ] |
| 7 gennaio 2010    | 30 marzo 2010     | Attilio Ubaldi          |                                                                                      | Comm. pref.      | [ 65 ] |
| 30 marzo 2010     | 31 maggio 2015    | Salvatore Iaconi Farina | "Iaconi Farina Sindaco - Legalità, Sicurezza, Solidarietà" (PdL, LN, UdC)            | Sindaco          | [ 65 ] |
| 1º giugno 2015    | 21 settembre 2020 | Salvatore Iaconi Farina | "Iaconi Farina Sindaco - Continuità, Trasparenza, Impegno" (UdC-FI)                  | Sindaco          | [ 65 ] |
| 22 settembre 2020 | 3 luglio 2022     | Matteo Concari          | "Sempre Per Soragna, impegno e continuità - Matteo Concari Sindaco" (Lega, FI, Fd'I) | Sindaco          | [ 66 ] |
| 4 luglio 2022     | 15 maggio 2023    | Maria Pia Piroli        | "Sempre Per Soragna, impegno e continuità - Matteo Concari Sindaco" (Lega, FI, Fd'I) | Vicesindaco f.f. | [ 65 ] |
| 16 maggio 2023    | in carica         | Marco Taccagni          | "Progettiamo Soragna" (Civiche Csx, PD)                                              | Sindaco          | [ 65 ] |

### Gemellaggi
- Banska Stiavnica[senza fonte]